# Forte più forte/Dieta blues
Forte più forte/Dieta blues è un singolo di Iva Zanicchi pubblicato nel 1991 su 7" dalla Five Record. L'ultimo singolo della cantante ad essere pubblicato su vinile.

## Il disco
Forte più forte è una cover in italiano di Woman in Love, cantata da Barbra Streisand.
Entrambi i brani del singolo sono contenuti nell'album Come mi vorrei, pubblicato nello stesso anno.

## Tracce
Lato A
- Forte più forte - (B. & R. Gibb-Migliacci)

Lato B
- Dieta blues - (Lauzi-Zanicchi-Palumbo)